# Ножед
Ножед (словен. Nožed, итал. Nosedo) је насељено место општини Изола, Обално-крашка регија, Словенија.

## Историја
До територијалне реорганизације у Словенији био је у саставу старе општине Изола. Као самостално насељено место Ножед постоји од 1997. године. Настало је издвајањем дела из насеља Малија.

## Становништво
У попису становништва из 2011. године, Ножед је имао 58 становника.
| Број становника према пописима | Број становника према пописима |
| ------------------------------ | ------------------------------ |
| 2002                           | 2011                           |
| 48                             | 58                             |

Напомена: Године 1997. настала издвајањем дела из насеља Малија.